# Јакоб Кохут
Др Јакоб Кохут (Беч, 1836 — Бијељина, 21. фебруар 1905), лекар.

## Биографија
Др Јакоб Кохут - лекар који је рођен у јеврејској трговачкој породици у Бечу 1836. г. Медицински факултет завршио је у Бечу 1862. г., а 1865. прешао је у војну службу у суседну турску царевину. Као војни лекар распоређен је у турски гарнизон у Бијељини. Др Јакоб Кохут се у новој средини брзо снашао, па је 1868. г. основао прву војну амбуланту у којој је пружана медицинска помоћ и цивилном становништву. Након аустроугарске окупације БиХ остао је и даље у служби у Бијељини, прво као војни, а затим као цивилни лекар. Био је први и једини лекар у бијељинској болници основаној 1880. г. На овој дужности остао је до своје смрти 1905. г. Др Јакоб Кохут је у Бијељини био лекар од 1865. до 1905. г., скоро 40 година. Био је веома педантан и хуман, па је код становника Бијељине и Семберије оставио незабораван утисак. Познати хрватски песник Силвије Страхимир Крањчевић, који је службовао у бјељинској Трговачкој школи од 1888. до 1892. г., највише се дружио са др Кохутом и био његов подстанар.
Доктор Јакоб Кохут је био први лекар бијељинске болнице која је отворена његовом заслугом 1880. године у згради која се налазила на земљишту које сада припада болничком комплексу. Зграда је била на спрат, са више одјељења и у њој је била болница све до 1931. г када је изграђен нови објекат (данас стара зграда болнице гдје је Гинеколошко одјељење). Стари објекат болнице из Кохутовог времена је порушена 1954. године због дотрајалости. У Бијељини је радио преко четрдесет година, све до смрти 21. фебруара 1905. године. Сахрањен је на Римокатоличком гробљу, а његов надгробни споменик се чува у дворишту (лапидаријуму) Музеја Семберије у Бијељини. У Бијељини нема живих потомака.

## Занимљивости
Међу старим Бијељинцима се доскора задржало да се не каже идем код лекара или на медицински преглед него идем код Кохут-а. Такође су и сваког новог доктора звали новим Кохутом, а ветеринара хајванским Кохутом.